# متمردو حرب النجوم
متمردو حرب النجوم (بالإنجليزية: Star War : Rebels)‏ مسلسل رسوم متحركة أمريكي من إنتاج لوسيان فيلم بدأ عرضه في 3 أكتوبر 2014 على ديزني XD ومن ثم في الشرق الأوسط على ديزني XD (الشرق الأوسط) في 2015 ومن ثم على ام بي سي 3 منذ 17 من يناير 2016 يتألف 30 حلقة.

## القصة
يقع صراع بين قوات الامبراطورية الظالمة التي تحكم المجرات الفضائية كلها من جهة ومجموعة من المتمردين من جهة أخرى ينضم الفتى ازرا بريدجر للمتمردين بعد أن فقد والده وهو بعمر الرابعة عشر بسبب اضطهاد الامبراطورية الظالمة لسكان كوكب لوثال

## الشخصيات

### ازرا بريدجر
هو عضو في فرقة المتمردين، فقد والِده وهو بعمر 14 سنة، بعد وفاة والديه انتقل إلى الشارع وبدأ بالسرقة لكي يأكل، وهو تمتع بالجرأة والشجاعة ولا يستسلم بسهولة، يتدرب على استعمال القوة والمحاربة بالسيف الضوئي على يد كينان

### هيرا سيندولا
هي أحد أعضاء فرقة المتمردين، وهي ذات شخصية ودودة عطوفة.

### كينان جاروس
قائد فرقة المتمردين، وهو يمتلك سيف ضوئي يعتمد عليه في القتال وهو يعتبر من محاربي الجيداي وهو من الناجين من حملة ابادة الجيداي التي قامت بها الامبراطورية في بداية نشأتها، ويتميز هدا النوع من المحربين بالقدرة على الشعور بالقوة واستعمالها كمايستعملون السيف الضوئي بمهارة.

### سابين
عضوة فرقة المتمردين ماهرة بفن الرسم على الحوائط مبتكرة بطبيعتها

### زيب اورليوس
عضو فرقة المتمردين ومن أوائل المتمردين واقوى أعضاء فرقة المتمردين يمتلك قدرات خاصة

### كوبير
روبوت من صناعة هيرا سيندولا يساعد فرقة المتمردين في تنفيذ مهامهم ضد الامبراطورية

### ذا إنكويزتور
قائد الإمبراطورية الظالمة التي تواجه فرقة المتمردين هادئ الطباع يتميز بالذكاء والقدرة على الاستنباط والتحليل مهمته الرئيسية القبض على افراد فرقة المتمردين عديم الرحمة يقتل الابرياء دون ان يظهر أي تعاطف

### دارث فيدر
شرير يتولى المهام العسكرية في قوات الامبراطورية الظالمة، يسخر كل قواه للنيل من فرقة المتمردين، يعتمد في قتاله على السيف المضيء ضد فرقة المتمردين، شخص عدواني وعنيف إلى اقصى درجة

### كالوس
مسؤول الأمن في الإمبراطورية الحاكمة الظالمة، يكره كل من يعارض الإمبراطورية، مغرور جدا لا يشك بقدرات الإمبراطورية الظالمة في هزيمة فرقة المتمردين، مهمته الرئيسية حماية الإمبراطورية وتأمينها.

### ويلهوف تاركن
هو الحاكم الإقليمي في الإمبراطورية الحاكمة الظالمة، يتمتع بشخصية صلبة قوية ويتميز بالهدوء، يجبر الاخرين على احترامه والخوف منه، ولاؤه الاساسي للإمبراطورية الظالمة ويفعل ما يلزم حمايتها.

## الحلقات
انظر أيضا: قائمة حلقات متمردو حرب النجوم

## انظر ايضاً
- ديزني

## روابط خارجية
- متمردو حرب النجوم على موقع IMDb (الإنجليزية)
- متمردو حرب النجوم على موقع ميتاكريتيك (الإنجليزية)
- متمردو حرب النجوم على موقع روتن توميتوز (الإنجليزية)
- متمردو حرب النجوم على موقع فيلمافينيتي (الإسبانية)
- متمردو حرب النجوم على موقع كينوبويسك (الروسية)
- متمردو حرب النجوم على موقع ألو سيني (الفرنسية)
- متمردو حرب النجوم على موقع قاعدة بيانات الفيلم (الإنجليزية)